# Il soldato di ventura
Il soldato di ventura è un film del 1976 diretto da Pasquale Festa Campanile, che ha collaborato anche alla sceneggiatura. Il titolo francese è La grande bagarre.
Il film narra in chiave comica la disfida di Barletta, con Bud Spencer nella parte di Ettore Fieramosca e altri comici famosi, tra cui Enzo Cannavale e Oreste Lionello, nelle parti dei cavalieri italiani partecipanti all'evento.

## Trama
1503. La scalcinata compagnia di ventura di Ettore Fieramosca, formata, oltreché dallo stesso Ettore, da Romanello da Forlì, Fanfulla da Lodi, Graiano d'Asti e lo scrivano Bracalone da Napoli, galoppa verso l'Italia meridionale dove imperversa la guerra d'Italia del 1499-1504 tra Spagna e Francia. La compagnia si allea inizialmente con i francesi, più ricchi e forti. Quando però Bracalone viene umiliato dal comandante francese, il nobile Charles La Motte, gli italiani cambiano sponda passando agli spagnoli che difendono Barletta assediata dai francesi, e mettendosi in mostra respingendo l'attacco avversario.
Gli spagnoli, guidati dal capitano Gonzalo Pedro de Guadarrama, si dimostrano alquanto generosi economicamente ma nella città, fiaccata da troppo tempo, il cibo scarseggia ed Ettore e i suoi sono costretti a rubare nella dispensa del capitano. Il giorno dopo La Motte decide di mangiare di fronte alle mura della città per oltraggiare il nemico, il che provoca la reazione d'orgoglio di Ettore che esce dalle mura e lancia un maiale arrostito sul tavolo dei francesi. Questi ultimi, offesi a loro volta, bombardano Barletta con il loro cannone. Fieramosca decide di distruggerlo e vi riesce grazie all'aiuto di una compagnia teatrale capeggiata dal capocomico Capoccio da Roma: intrattenendo con uno spettacolo i soldati francesi di guardia al cannone, Ettore li elimina uno alla volta lasciando così vacante la sentinella e bruciando la potente arma. Nel frattempo però i comandanti francesi sono stati avvertiti del piano da Graiano, più attaccato ai soldi che non all'onore, e quindi per nulla scrupoloso di tradire la causa italiana. A distruzione compiuta, i francesi impiccano Graiano temendo che possa fare il doppio gioco.
Le attrici della compagnia vengono rapite dai transalpini, ma Capoccio riesce a seminarli e a ritrovare Ettore, il quale poi trova Graiano senza vita. Infuriato per l'accaduto, Fieramosca si vendica e con abile mossa riesce a catturare tre nobili francesi, tra cui La Motte, e liberare le attrici. Trascinati i transalpini davanti a Don Gonzalo, Ettore chiede per loro l'impiccagione, ma per le regole cavalleresche questo è impossibile. Dinanzi alla pubblica offesa di La Motte, che definisce codardi e traditori gli italiani, Ettore sfida i francesi a combattere cavallerescamente. Per prendere tempo in vista dell'imminente sbarco delle truppe spagnole a Taranto, Guadarrama acconsente a una tregua d'armi di tre giorni fino al 13 febbraio 1503, il tempo necessario affinché la disfida venga organizzata. Svolgendosi essa il giorno 13, La Motte chiede e ottiene che i cavalieri per ambo le parti siano appunto tredici, mentre Fieramosca rifiuta l'innesto di nuovi cavalieri iberici desiderando che i rimanenti siano tutti italiani.
Ha inizio così da parte di Ettore e dei suoi la rocambolesca ricerca degli altri nove partecipanti alla disputa. Apparentemente svanita la speranza di poter avere tra le proprie file il leggendario Mariano da Trani, il primo a essere arruolato è Miale da Milazzo, disonesto biscazziere. Con lui c'è anche il fratello Riccio, chiuso in carcere per truffa. Per farlo uscire gli viene fatto bere del vino avvelenato che, una volta ingerito, gli provoca uno stato di morte apparente. Prima che Ettore e i suoi possano risvegliarlo con un antidoto, Riccio viene però rapito da Albimonte da Peretola, nobile toscano appassionato di scienze e anatomia. Questi rifiuta di partecipare alla disfida, dicendosi tuttavia pronto a ripensarci nel caso in cui venga dimostrata la veridicità delle teorie sul volo umano di Leonardo da Vinci, da lui ritenute una vergogna per l'Italia. Poco prima Ettore ha dovuto incassare il rifiuto del suo vecchio amico Ludovico da Rieti, ex sanguigno cavaliere al servizio degli Sforza ora convertitosi a una morigerata esistenza da frate. Lo stesso Ludovico rivela a Ettore di subire furti di preziose reliquie della sua chiesa, e i suoi sospetti si concentrano su Salomone da Cavorà, ladro calabrese dalla mano svelta. Nonostante l'iniziale diniego di costui, Fieramosca riesce a convincerlo a unirsi alla banda.
Da Ludovico giunge anche una delle numerose concubine di Giovenale da Vetralla, indomito combattente, ma inviso al papa Alessandro VI per la sua licenziosa vita da poligamo. Per indurlo a prendere parte alla sfida, Ettore e i suoi si fingono frati e gli consegnano una sedicente bolla dello stesso pontefice che lo autorizza a convertirsi all'Islam a condizione che accetti di combattere contro i francesi. Avvisato dalla concubina, Ludovico scopre il trucco e infuriato chiede aiuto a San Crispiano, a cui è intitolata la chiesa, sentendone la voce che lo incita a combattere, ignaro del fatto che si tratta di un artificio usato da Bracalone per spingerlo a partecipare alla disfida. Mentre Ludovico sta scontrandosi con Giovenale, i presenti scoprono Albimonte sperimentare con successo l'ornitottero e ricredersi sulle teorie di Leonardo, accettando così di partecipare allo scontro. Presi dall'entusiasmo, si uniscono anche Giovenale e Ludovico, e le file vengono poi ulteriormente ingrossate da Capoccio e dal barlettano Carellario, giovane domestico di Don Gonzalo.
A poche ore dalla disfida, manca tuttavia ancora un cavaliere agli italiani. Per ovviare all'inconveniente senza essere notati da Don Gonzalo, Ettore e i suoi montano un fantoccio ben coperto dall'elmo su un tredicesimo cavallo. Il trucco viene purtroppo svelato dai francesi sul campo di battaglia: il disonore sembra compiuto e la disfida annullata. Tuttavia proprio in quel momento arriva il tanto atteso Mariano da Trani, il quale però si rivelerà tutt'altro che coraggioso. Così, tra atti di valore, scazzottate e qualche simpatica scorrettezza, malgrado la loro scarsa preparazione ma grazie all'incredibile forza del valoroso Ettore, gli italiani vincono sui francesi e Fieramosca si prende la sua vendetta sull'odiato La Motte. Vinta la disfida, Ettore, che aveva ordinato a Bracalone di riportare su un libretto tutte le gesta della loro compagnia di ventura per entrare nella storia, chiede al suo compagno di raccontare la leggendaria battaglia. Ma solo alla fine, quando Ettore consegna il libro a Don Gonzalo perché lo conservi, si scopre che Bracalone non sa scrivere.

## Produzione

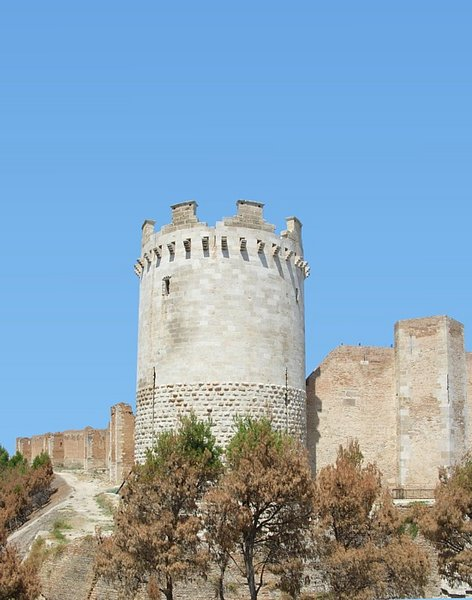
Lucera, fortezza svevo-angioina, luogo di riprese del film

Il film è una coproduzione italo-francese. Le scene sono state girate a Tarquinia, per gli interni e gli esterni della chiesa di Santa Maria in Castello e coerentemente in Puglia presso la Torre della Leonessa e la fortezza svevo-angioina a Lucera, trasformata nelle mura e nella città di Barletta. Altri esterni nei dintorni di Lucera (sulla via per Pietramontecorvino), e nelle spiagge a sud del Gargano. Lo scontro fatidico è stato filmato su una spiaggia tunisina di Hammamet.
Bud Spencer recita con la sua voce, in quanto Ettore Fieramosca, nativo di Capua, poteva essere compatibile con l'accento campano di Bud Spencer.

## Colonna sonora
Guido e Maurizio De Angelis hanno creato un tema musicale originale dal titolo Oh! Ettore, con parole di O. Resti e cantata dallo stesso Bud Spencer. Il testo orecchiabile richiama la disfida di Barletta e conclude il film con le parole: "L'Italia non c'è. Chissà chissà, fra due o tre secoli forse ci sarà".

## Distribuzione
Il film è uscito il 19 febbraio 1976.  Lo stesso anno è stato distribuito in Germania Ovest e in Francia; l'anno seguente in Finlandia e Ungheria e in seguito anche in Colombia, Svezia, Spagna, Filippine, Paesi Bassi, Grecia, Portogallo e Slovenia.